# Terminal Kontenerowy na Nabrzeżu Szczecińskim

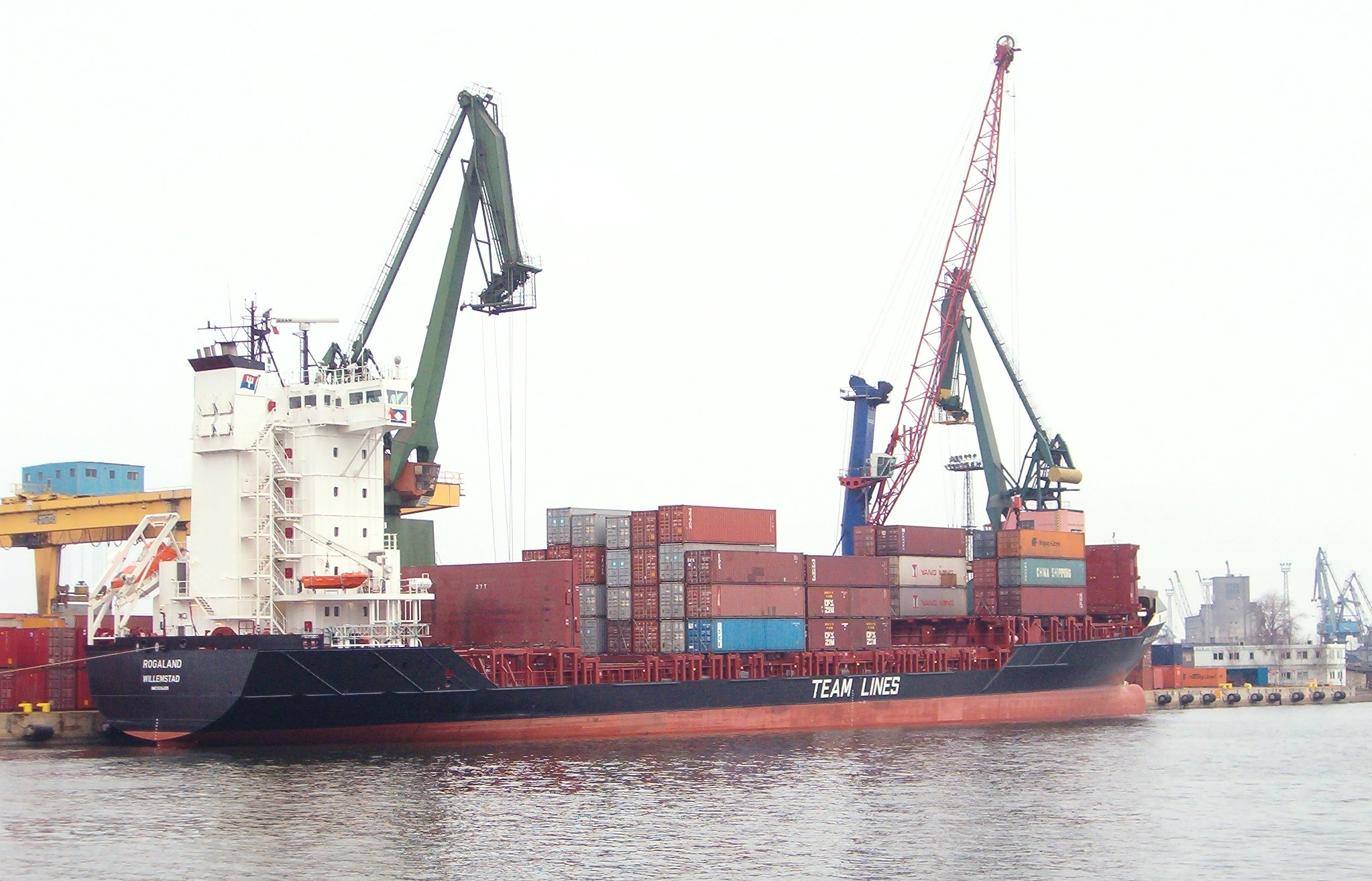
Gdański Terminal Kontenerowy i Martwa Wisła

Terminal Kontenerowy na Nabrzeżu Szczecińskim (wcześniej Gdański Terminal Kontenerowy SA (GTK)) – jeden z dwóch terminali kontenerowych w porcie morskim w Gdańsku (Port Wewnętrzny).
Operatorem nabrzeża jest Port Gdański Eksploatacja SA.

## Dane
Zlokalizowany jest w porcie morskim Gdańsk (przy Nabrzeżu Szczecińskim) nad Martwą Wisłą, w dzielnicy Letnica. Powstał w listopadzie 1998. Obsługuje linie dowozowe.
Dane techniczne:
- Długość statku – max. 225 m
- Długość nabrzeża – 475 m
- Maksymalne zanurzenie – 10.6 m
- Plac składowy – 83 439 m²
- Magazyny – 4 800 m²
- Ilość żurawi – 3

### Przeładunki[3]
- 2000 – 18 037 TEU
- 2001 – 24 435 TEU
- 2002 – 20 136 TEU
- 2003 – 22 537 TEU
- 2004 – 43 739 TEU
- 2005 – 70 014 TEU
- 2006 – 78 369 TEU
- 2007 – 92 450 TEU
- 2008 – 79 305 TEU